# Conseil européen des 9 et 10 mars 2017
La réunion du Conseil européen des 9 et 10 mars 2017 comporte trois volets :
- La réélection de Donald Tusk pour un nouveau mandat de deux ans et demi à la Présidence de l'Union européenne,
- L'examen, le 9 mars, d'un ordre du jour consacré aux sujets suivants : emploi, croissance et compétitivité, sécurité et défense, migrations, Balkans occidentaux et Parquet européen
- La préparation, lors d'une réunion informelle à Vingt-Sept le 10 mars, du 60e anniversaire des traités de Rome : le traité instituant la Communauté économique européenne et le traité instituant la Communauté européenne de l'énergie atomique. Cette réunion fait suite à une précédente réunion informelle organisée à Malte le 3 février 2017[2].

Les chefs d'État ou de gouvernement des Vingt-Sept se réunissent le 25 mars 2017 à Rome pour célébrer le 60e anniversaire des traités de Rome signés le 25 mars 1957 et entrés en vigueur le 1er janvier 1958. Ils examinent le « Livre blanc sur l'avenir de l'Europe » préparé par la Commission européenne, qui décrit cinq scénarios plus ou moins ambitieux à l'horizon 2025.

## Sources